# Independencia (provins)
Independencia är en provins i sydvästra Dominikanska republiken, med gräns mot Haiti. Provinsen har cirka 61 000. Den administrativa huvudorten är Jimaní.
Delstaten skapades 1950.

## Administrativ indelning
Provinsen är indelad i sex kommuner:
- Cristóbal, Duvergé, Jimaní, La Descubierta, Mella, Postrer Río